# اس‌تی‌اس-۱۳۴
اس‌تی‌اس-۱۳۴ (انگلیسی: STS-134) یکی از ماموریت‌های برنامه شاتل‌های فضایی بود که در تاریخ ۱۶ می ۲۰۱۱ از پایگاه فضایی کندی به مقصد ایستگاه فضایی بین‌المللی پرتاب شد. این مأموریت ممکن بود در صورت تأیید نشدن اس‌تی‌اس-۱۳۵ برای پرتاب، آخرین پرواز شاتل‌های فضایی آمریکا باشد. اهداف این مأموریت شامل تحویل ابزاری ویژه برای رهگیری پادماده در پرتوهای کیهانی و همچنین تکمیل مونتاژ اجزای ایستگاه فضایی بین‌المللی می‌شد. این مأموریت بیست و پنجمین و آخرین مأموریت شاتل اندور بود که انجام گرفت.

## خدمه مأموریت
خدمه این مأموریت در سال ۲۰۰۹ توسط ناسا تعیین شدند.

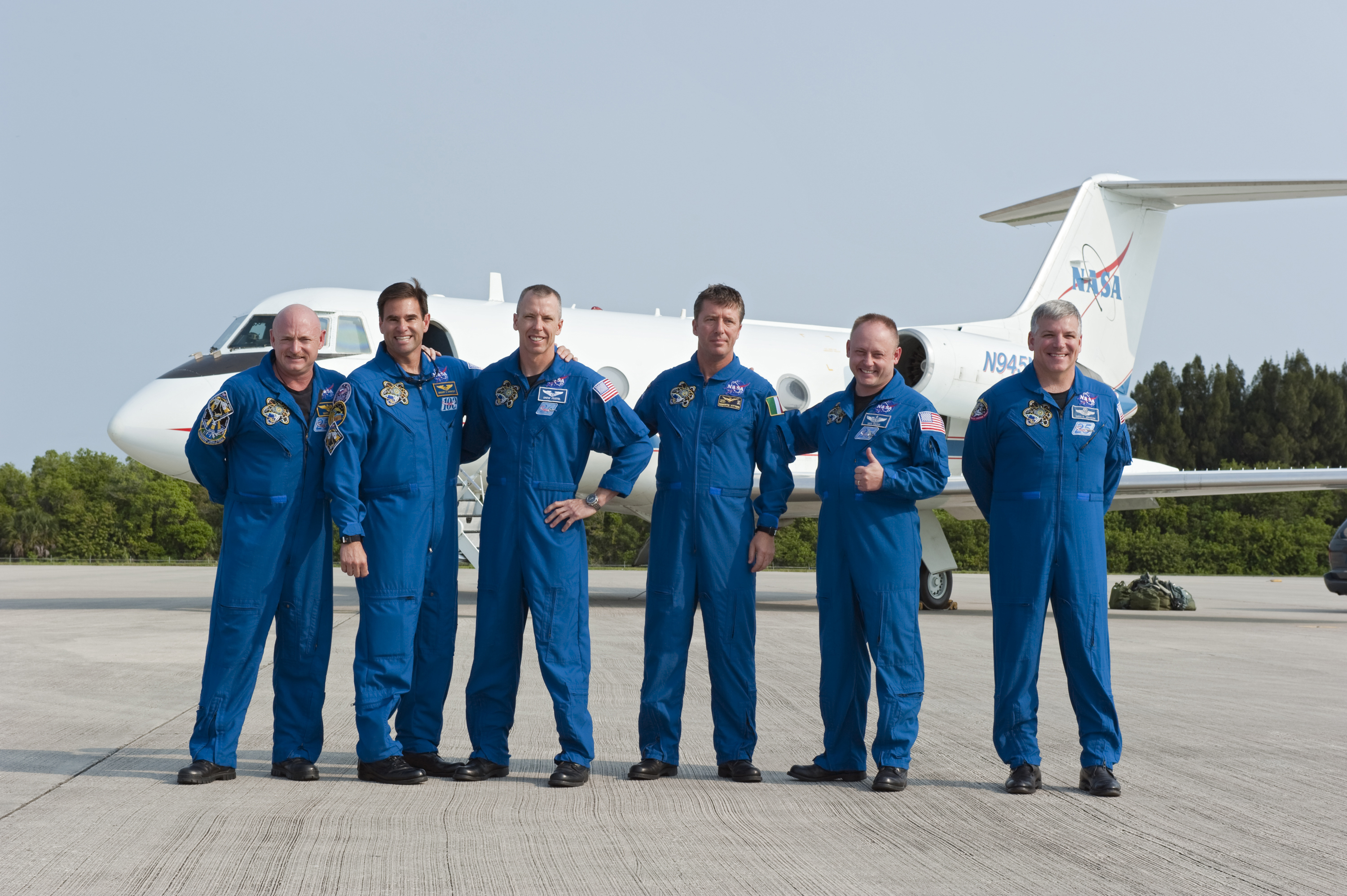
خدمه پرواز

| واحد          | کشور                | نام فضانورد       |
| ------------- | ------------------- | ----------------- |
| فرمانده       | ایالات متحده آمریکا | مارک کلی          |
| خلبان         | ایالات متحده آمریکا | گرگوری اچ. جانسون |
| متخصص مأموریت | ایالات متحده آمریکا | مایکل فینک        |
| متخصص مأموریت | ایتالیا             | روبرتو ویتوری     |
| متخصص مأموریت | ایالات متحده آمریکا | اندرو جی. فیوستل  |
| متخصص مأموریت | ایالات متحده آمریکا | گرگوری چامیتوف    |

## اتفاقات ویژه مأموریت
1. ۱۶۵ امین مأموریت فضایی ناسا
2. ۱۳۴ امین پرواز برنامه فضایی شاتل آمریکا بعد از اولین پرواز شاتل (اس تی اس -۱)
3. ۳۶ امین پرواز شاتل به مقصد ایفبا
4. پرواز آخرین غیر آمریکایی به وسیله شاتل (روبرتو ویتوری)
5. تقدس شدن به وسیله پاپ و تماس او با فضانوردان برای اولین بار

## نگارخانه

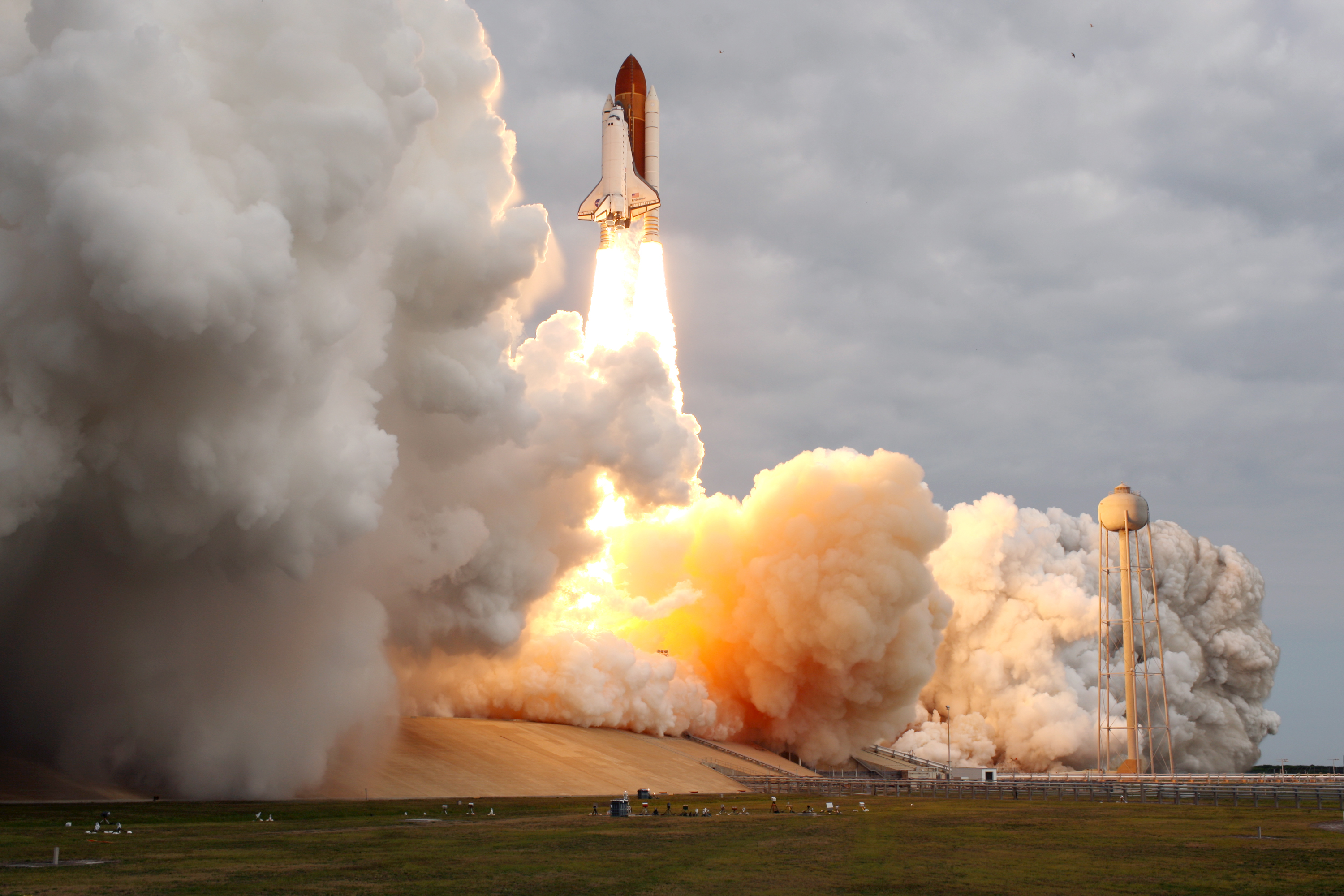
لحظاتی پس از پرتاب
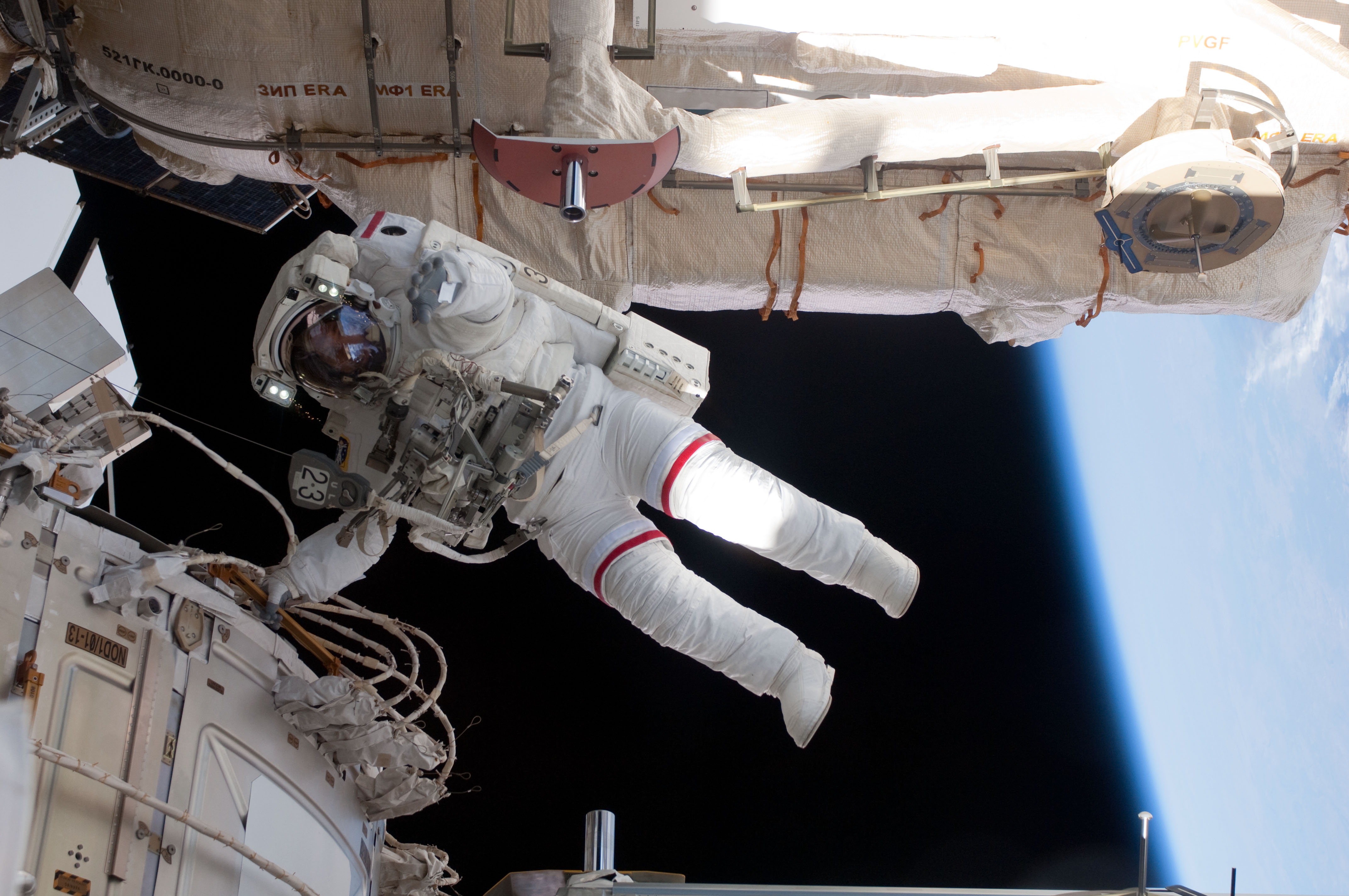
راهپیمایی فضایی اندرو جی فیوستل
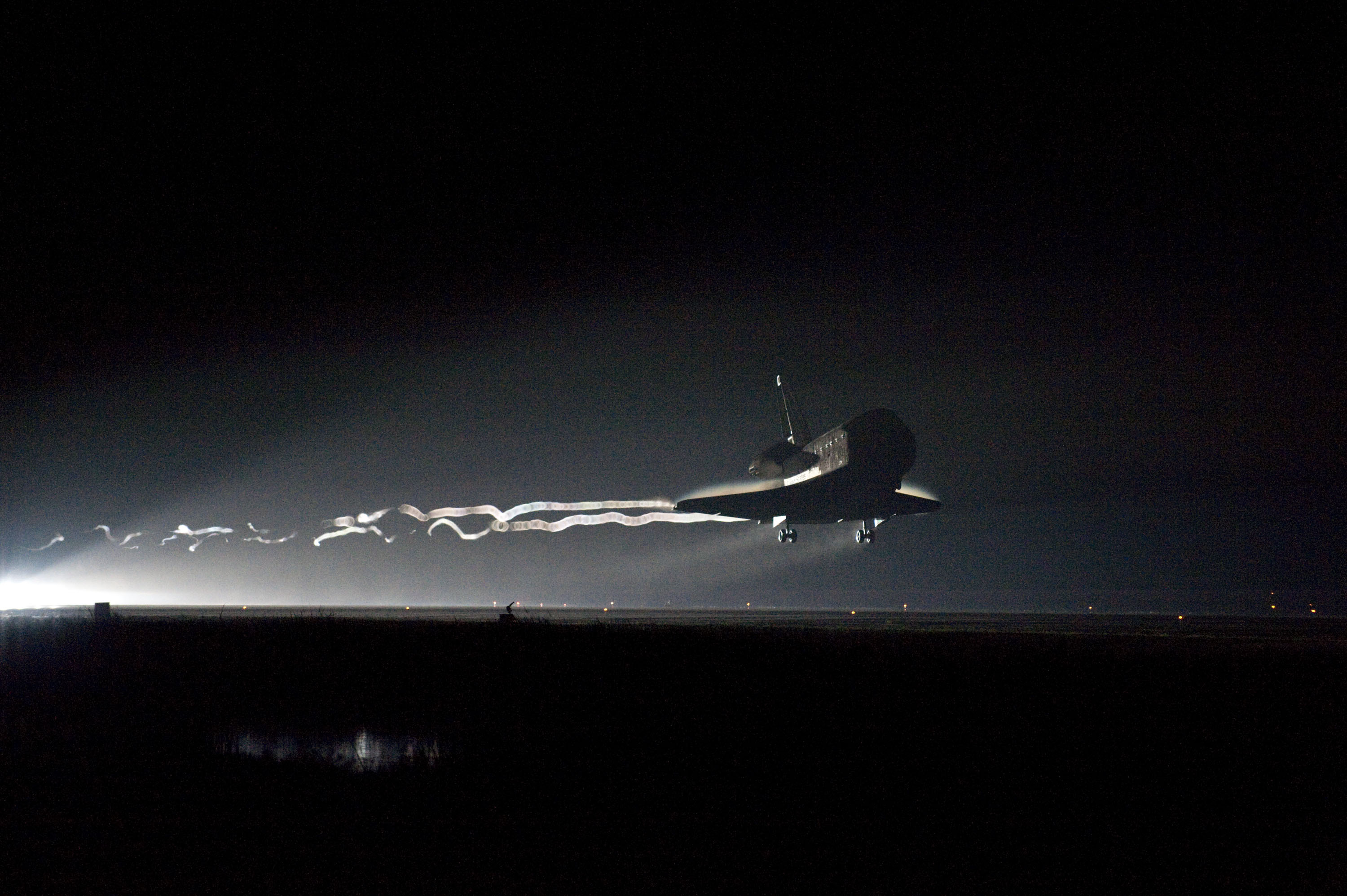
آخرین فرود و بازنشسته شدن شاتل اندور
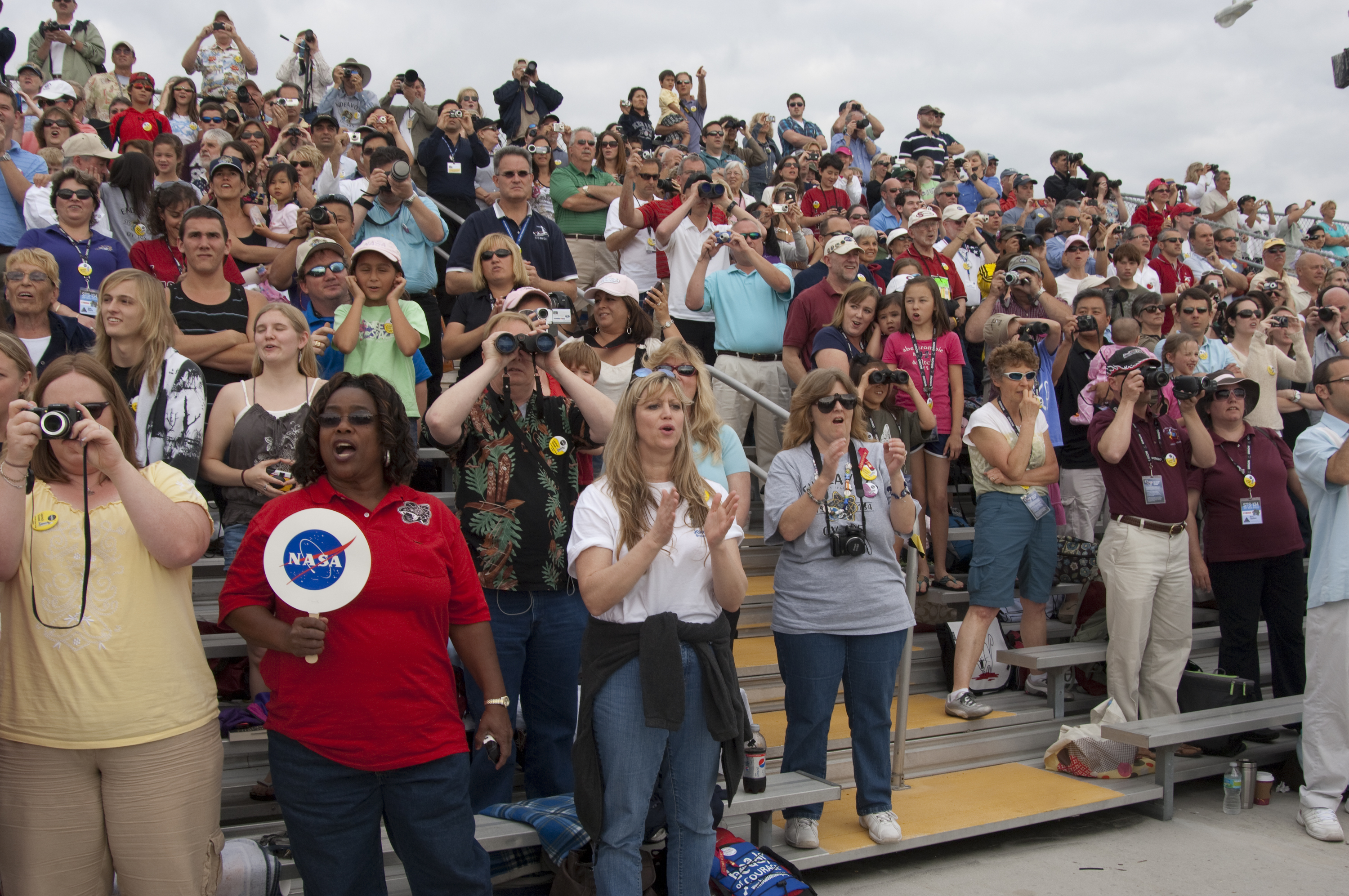
جمعیت مشتاق آخرین پرواز اندور را تماشا می‌کنند.
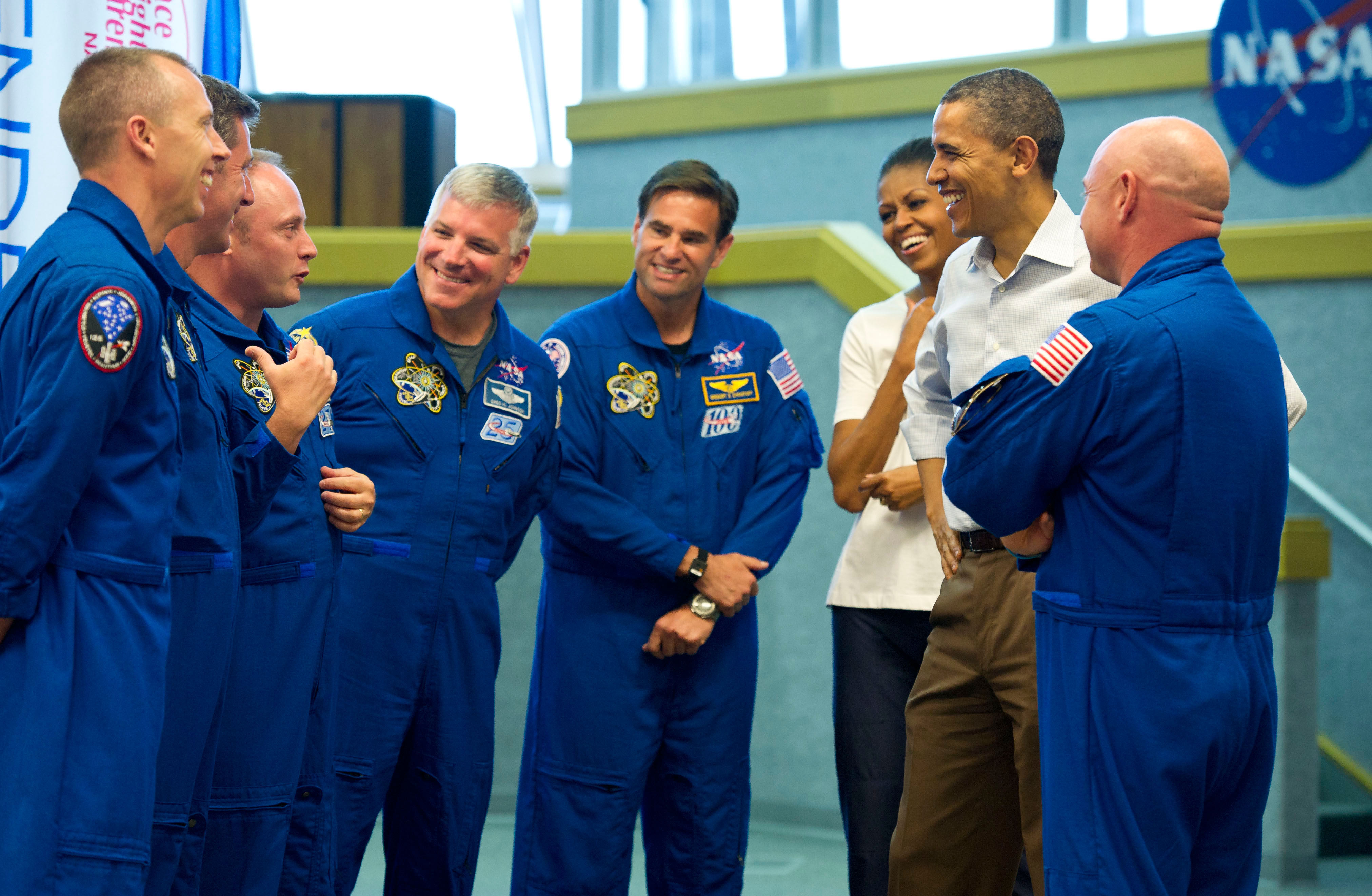
دیدار باراک اوباما با فضانوردان این ماموریت